# Фёдоровка (Новосибирская область)
Фёдоровка — село в Северном районе Новосибирской области России. Административный центр Фёдоровского сельсовета.

## География
Площадь села — 87 гектаров.

## История
Основано в 1909 году. В 1928 году деревня состояла из 122 хозяйств, основное население — русские. В административном отношении являлась центром Фёдоровского сельсовета Ново-Троицкого района Барабинского округа Сибирского края.

## Население
| 2002 | 2007 | 2010 |
| ---- | ---- | ---- |
| 327  | ↘295 | ↘230 |

## Инфраструктура
В селе по данным на 2007 год функционируют 1 учреждение здравоохранения и 1 учреждение образования.